# 相阿弥

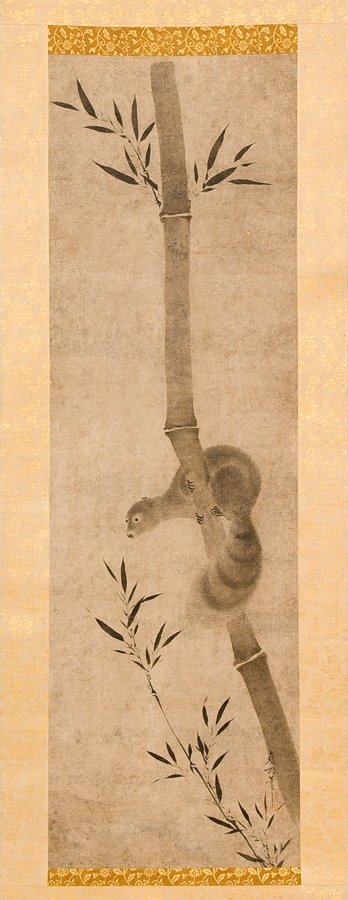
相阿弥作の絵画（ホノルル美術館所蔵）

相阿弥（そうあみ、生年不明 - 大永5年10月27日（1525年11月12日））は室町時代の絵師、鑑定家、連歌師。姓は中尾、名は真相（しんそう）、号は松雪斎・鑑岳。父は芸阿弥、祖父は能阿弥。

## 略伝
祖父・父に引き続いて足利将軍家に同朋衆として仕え、唐物奉行も務めた。阿弥派の絵画の大成、書院飾りの完成、書画の管理・鑑定、造園、香、連歌、茶道など多方面で活躍した。狩野正信に対して画題・画本の選択や画事の相談を行なったりもしている。更に正信の子・狩野元信は、墨の調子を相阿弥に学ぶべきだと忠告されたとの話もある。
画家としては三条西実隆『実隆公記』や景徐周麟『翰林葫蘆集』でその活躍が記され、「国工相阿」と称されている。また『翰林葫蘆集』には相阿弥の描いた書斎図に題して、「（原叔首座が）国工相阿に絵んこを請い、且つ又予に就て賛詞を求む」とある。一般に五山文学において、絵師に画を求める時の常套的な表現は「工に命じて」描かせるというもので、絵師の名さえ記されないのが通例である。それに比べ、ここでの「我が国の名画工相阿弥に頼んで描いて貰った」という表現は、非常に丁寧であり、相阿弥の画技は一般の職業画工より高いランクが与えられていたことがわかる。弟子に単庵智伝がいる。
鑑定家としての側面を見ると、『蔭涼軒日録』には相阿弥が唐物の値付けをしている記述が頻出する。応仁の乱以降、東山御物の名品が市場に流出し、堺の豪商や町衆たちの手に渡るといった流行が起きており、相阿弥もこうした時流に直接関わっていったと想定できる。永正8年（1511年）には150人ほどの中国画家列伝と座敷飾りの図入り解説、香合や茶碗などの唐物の説明から成り立つ『君台観左右帳記』、大永3年（1523年）には座敷飾りの方式をまとめた『御飾記』を著した。大永5年（1525年）10月27日死去。享年は70前後とされる。

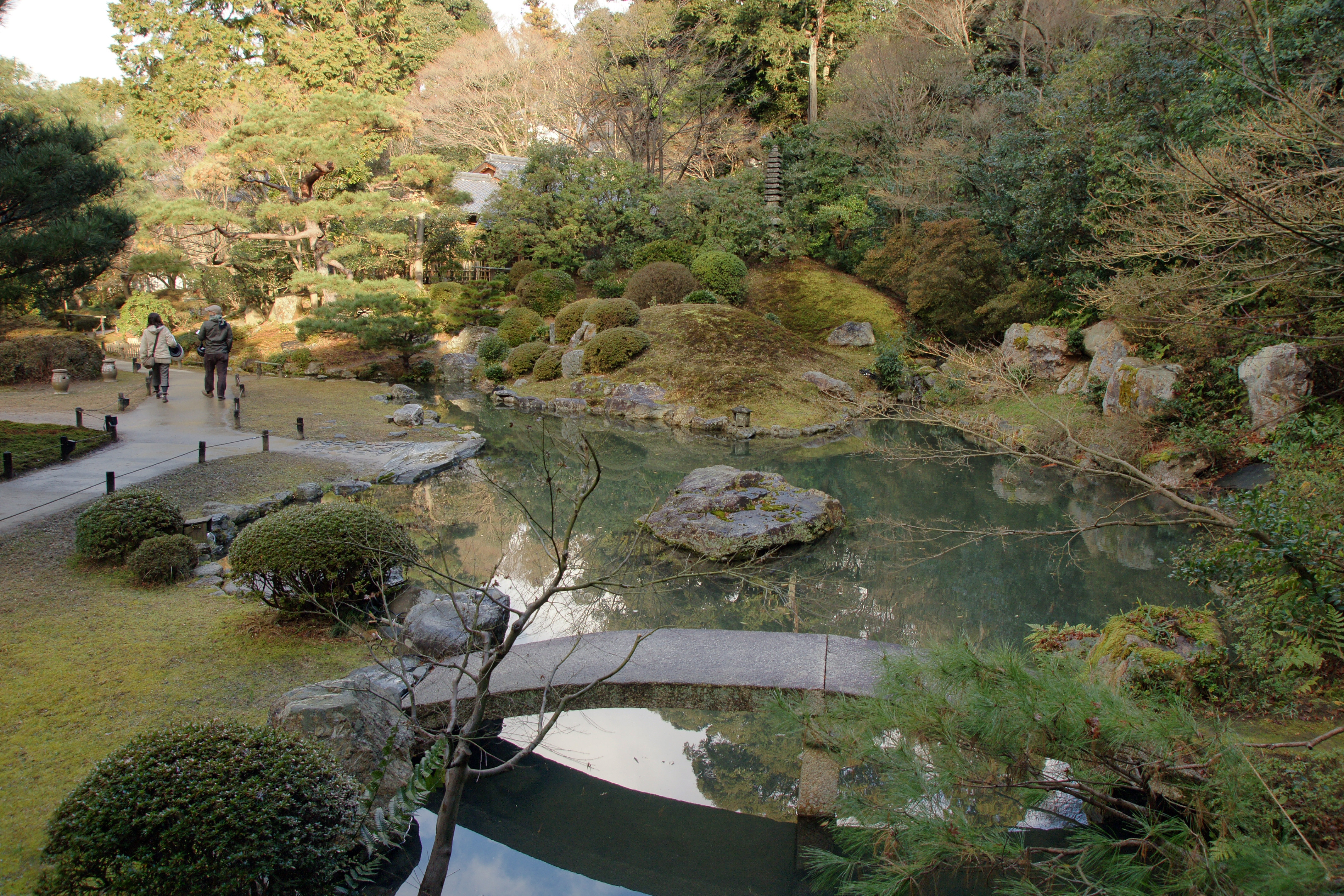
青蓮院築山泉水庭

## 主な作品
絵画
- 紙本墨画瀟湘八景図 6幅（大徳寺大仙院所蔵、重要文化財）
- 紙本墨画瀟湘八景図 16幅（大徳寺大仙院所蔵、重要文化財）
- 廬山観瀑図 （出光美術館所蔵） 彦龍周興賛
- 山水図（MOA美術館所蔵）[5]
- 四季山水図屏風（左隻・右隻）（メトロポリタン美術館所蔵） 紙本墨画 六曲一双
- 山水図（クリーブランド美術館所蔵）
- 観瀑図 （サンフランシスコ・アジア美術館所蔵）

庭園
- 青蓮院築山泉水庭
- 龍安寺方丈庭園（諸説あり）
- 慈照寺庭園
- 長楽寺庭園
- 願泉寺庭園

| 山水図 メトロポリタン美術館 |  | 山水図 メトロポリタン美術館 |
| 山水図 メトロポリタン美術館 |  |                             |